# Palais Merbl

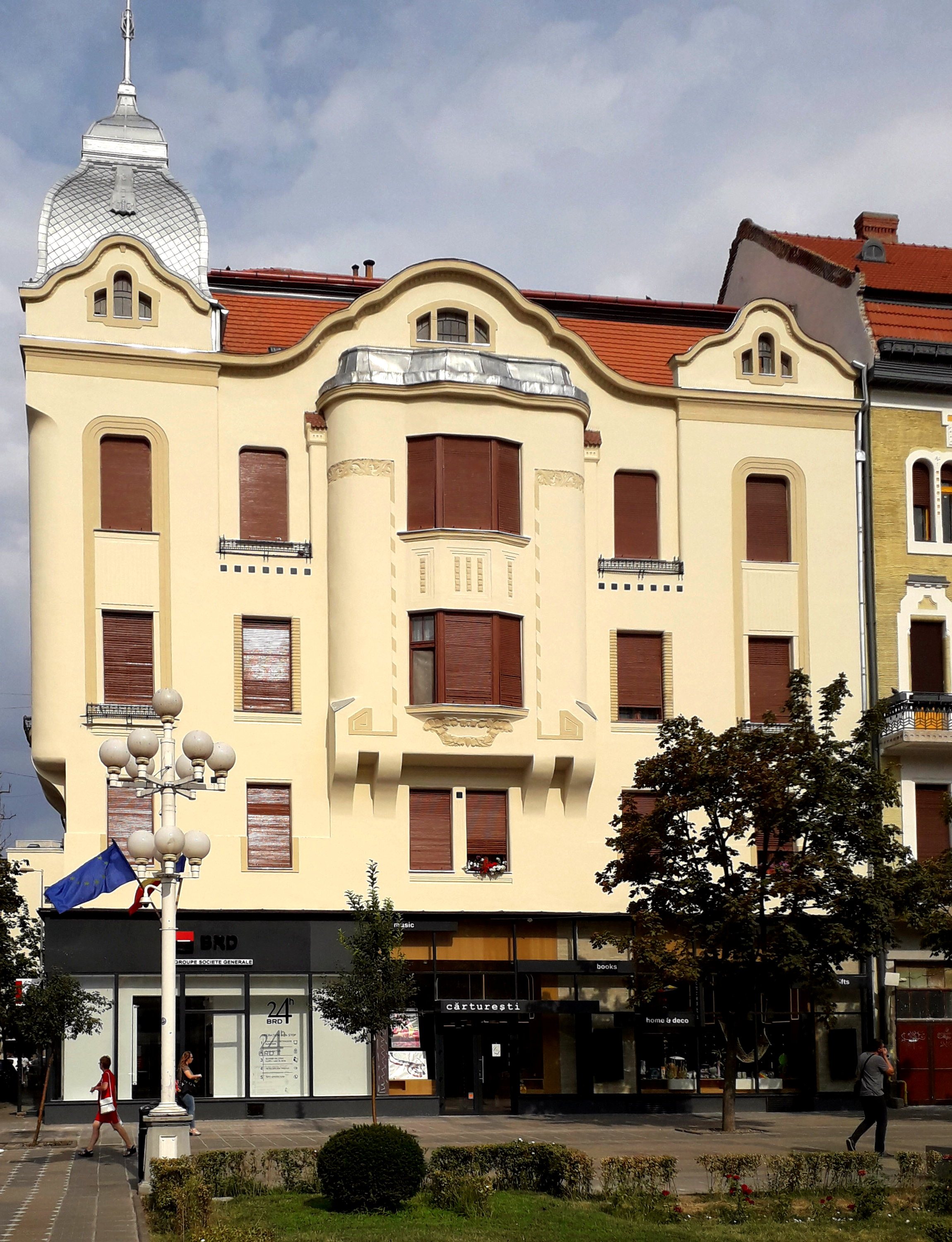
Palais Merbl, 2022

Das Palais Merbl (rumänisch Palatul Merbl), auch Schloss Merbl oder Merbl-Palast, ist ein denkmalgeschütztes dreistöckiges Gebäude an der Piața Victoriei der westrumänischen Stadt Timișoara.

## Geschichte
Das Palais Merbl wurde 1911 nach den Plänen des Architekten Arnold Merbl in eklektizistischem Baustil mit Elementen des Barocks und des Jugendstils (Wiener Secession) errichtet.
Neben dem Palais Lloyd war Merbl unter anderem auch an der Errichtung der Piaristen-Kirche und des Piaristen-Gymnasiums 1904–1908 maßgeblich beteiligt.
Mit seiner Firma Arnold Merbl und Co. war auch außerhalb Timișoaras bekannt.

## Beschreibung
Das dreigeschossige Gebäude weist zur Seitenstraße ein Ecktürmchen auf. Im Parterre des Gebäudes befinden sich die Librăria Mihai Eminescu (deutsch Bücherei Mihai Eminescu) und eine Filiale der Rumänischen Entwicklungsbank.